# Andrew Michael Stephenson
Andrew Michael Stephenson (Maracaibo, 1946. október 8. –) angol tudományos-fantasztikus szerző, illusztrátor.

## Élete
Venezuelában született, szülei angolok voltak, ő maga kora gyermekkorától él Angliában. Szakmája elektronikai tervezőmérnök. Első fantasztikus munkája 1971-ben jelent meg az Analog Science Fiction and Fact hasábjain (Holding Action című novella), ezután mindössze egy rövid történetet publikált 1977-es Nightwatch című regénye megjelenése előtt. A műben a földi civilizáció hatalmas erődítményeket emel az űrben egy feltételezett idegen támadás ellen, az első kapcsolatfelvétel azonban végül békésnek bizonyul. The Wall of Years című 1979-es munkája a téridő pusztulását írja le a 21. században, párhuzamos univerzumok egymás elleni háborúja miatt. A fő cselekményszál egy 26. századi kísérletet követ, amely megpróbálja stabilizálni a párhuzamos világok közti falak átszakadása miatt keletkezett kaotikus alternatív történelmet. Stephenson e munkájával fejezte be a regényírást, azután mindössze két novellát publikált.
Illusztrátori tevékenysége jelentős, munkái megjelentek a Galaxy, az SF Digest, a Vector című magazinokban, valamint a Christopher Priest által szerkesztett Inverted World (1974) első amerikai kiadásában. Illusztrációin általában az Ames álnevet használja. Ő írta a Trevor Goring által rajzolt Waterloo Sunset című képregény (2004. április – 2005. november) szövegét is, a munka cselekménye egy katasztrófa utáni, a modern eszközöktől megfosztott Londonban játszódik.
Magyarul egyetlen novellája jelent meg a Galaktika 36. számában 1979-ben Teljes készültség címmel.